# Kutchan (Hokkaidō)
Kutchan (jap. 倶知安町, -chō) ist eine Kleinstadt auf Hokkaidō in Japan. Sie gehört zum Landkreis Abuta und ist Verwaltungssitz der Unterpräfektur Shiribeshi. Kutchan liegt etwa 50 km westlich von Sapporo.

## Geographie
Kutchan liegt in einer kleinen Ebene am Fluss Shiribetsu, die von mehreren Bergen begrenzt wird. Dazu gehören der markante Vulkan Yōtei-zan (1898 m) im Süden sowie der Niseko Annupuri (1308 m) und der Niseko Iwaonupuri (1116 m) im Südwesten.

### Klima
Das Klima in Kutchan wird stark vom Japanischen Meer geprägt. Dies führt im Frühling und Sommer zu zahlreichen warmen und sonnigen Tagen, im Winter jedoch zu ausgiebigen Schneefällen (aufgrund der Nähe zu Sibirien). Die größte Schneehöhe gab es am 25. März 1970 mit 312 cm, die tiefste Temperatur wurde am 27. Januar 1945 mit −35,7 °C gemessen, die Höchsttemperatur am 8. August 1999 mit 34,4 °C.
|                        | Jan   | Feb   | Mär  | Apr  | Mai  | Jun  | Jul  | Aug   | Sep   | Okt   | Nov   | Dez   |   |         |
| Mittl. Temperatur (°C) | −5,7  | −5,2  | −1,4 | 4,8  | 10,7 | 15,3 | 19,2 | 20,7  | 15,9  | 9,4   | 2,8   | −3,1  | ⌀ | 7       |
| Mittl. Tagesmax. (°C)  | −2,2  | −1,3  | 2,6  | 9,6  | 16,3 | 20,6 | 23,9 | 25,4  | 21,3  | 14,7  | 6,7   | 0,2   | ⌀ | 11,5    |
| Mittl. Tagesmin. (°C)  | −10,1 | −10,0 | −6,1 | 0,0  | 5,4  | 10,8 | 15,6 | 16,8  | 10,8  | 4,0   | −1,2  | −6,8  | ⌀ | 2,5     |
|                        |       |       |      |      |      |      |      |       |       |       |       |       |   |         |
| Niederschlag (mm)      | 188,9 | 133,1 | 93,1 | 67,5 | 75,0 | 51,8 | 96,0 | 141,6 | 133,6 | 133,2 | 176,6 | 188,8 | Σ | 1.479,2 |
|                        |       |       |      |      |      |      |      |       |       |       |       |       |   |         |
| Sonnenstunden (h/d)    | 1,6   | 2,3   | 4,0  | 5,7  | 6,1  | 5,8  | 4,7  | 4,9   | 5,1   | 4,2   | 2,2   | 1,4   | ⌀ | 4       |
|                        |       |       |      |      |      |      |      |       |       |       |       |       |   |         |
| Luftfeuchtigkeit (%)   | 82    | 81    | 75   | 72   | 73   | 78   | 82   | 82    | 81    | 78    | 78    | 81    | ⌀ | 78,6    |

| −10,1 |

| −10,0 |

| −6,1 |

| 0,0 |

| 5,4 |

| 10,8 |

| 15,6 |

| 16,8 |

| 10,8 |

| 4,0 |

| −1,2 |

| −6,8 |

| −10,1 |

| −10,0 |

| −6,1 |

| 0,0 |

| 5,4 |

| 10,8 |

| 15,6 |

| 16,8 |

| 10,8 |

| 4,0 |

| −1,2 |

| −6,8 |

| N i e d e r s c h l a g | 188,9 | 133,1 | 93,1 | 67,5 | 75,0 | 51,8 | 96,0 | 141,6 | 133,6 | 133,2 | 176,6 | 188,8 |
|                         | Jan   | Feb   | Mär  | Apr  | Mai  | Jun  | Jul  | Aug   | Sep   | Okt   | Nov   | Dez   |

### Benachbarte Städte und Gemeinden
- Kyōgoku
- Niseko
- Rankoshi
- Kyōwa
- Niki
- Akaigawa
- Kimobetsu
- Makkari

## Geschichte
Der Ortsname Kutchan stammt aus der Sprache der Ainu, der Urbevölkerung Hokkaidōs. Er leitet sich vom Wort kut-shan-i ab, was mit „Ort, wo der Kanal fließt“ übersetzt werden kann. Eine andere These besagt, dass der Ortsname sich von kucha-an-nai („Bach einer Jagdhütte“) ableitet.
Laut dem Geschichtswerk Nihonshoki soll Abe no Hirafu, Gouverneur der Provinz Koshi, die Gegend der heutigen Unterpräfektur Shiribeshi im Jahr 659 erobert haben. 1892 ließen sich die ersten, aus der Präfektur Tokushima stammenden Siedler in der Gegend nieder. Sie rodeten den Wald und begannen mit der Kultivierung des fruchtbaren Bodens. Das Gebiet gehörte ab 1893 zur Gemeinde Abuta (heute Tōyako) und bildete ab 1896 eine eigenständige Gemeinde. Begünstigt durch den Eisenbahnbau wuchs die Einwohnerzahl rasch an. Bei einem Großbrand am 1. Juli 1908 wurden 159 Häuser zerstört. Die japanischen Bodenselbstverteidigungsstreitkräfte eröffneten im September 1955 eine Kaserne südlich der Stadt. Im selben Jahr erfolgte die Eröffnung der Rennstrecke Hokkaido Speed Park, die bis 2012 in Betrieb war.
Der österreichische Generalmajor Theodor Edler von Lerch kam 1912 nach Kutchan; er machte den Skisport hier populär und bestieg als erster den Yōtei-zan auf Skis. Seinem Beispiel folgend, begannen in der Taishō-Zeit Skivereine mehrerer Universitäten Ausflüge nach Kutchan und Umgebung durchzuführen. Der erste Skilift wurde 1961 eröffnet. Mit der Austragung nationaler Skimeisterschaften etablierte sich Kutchan endgültig zu einem bedeutenden Wintersportzentrum.

## Wirtschaft

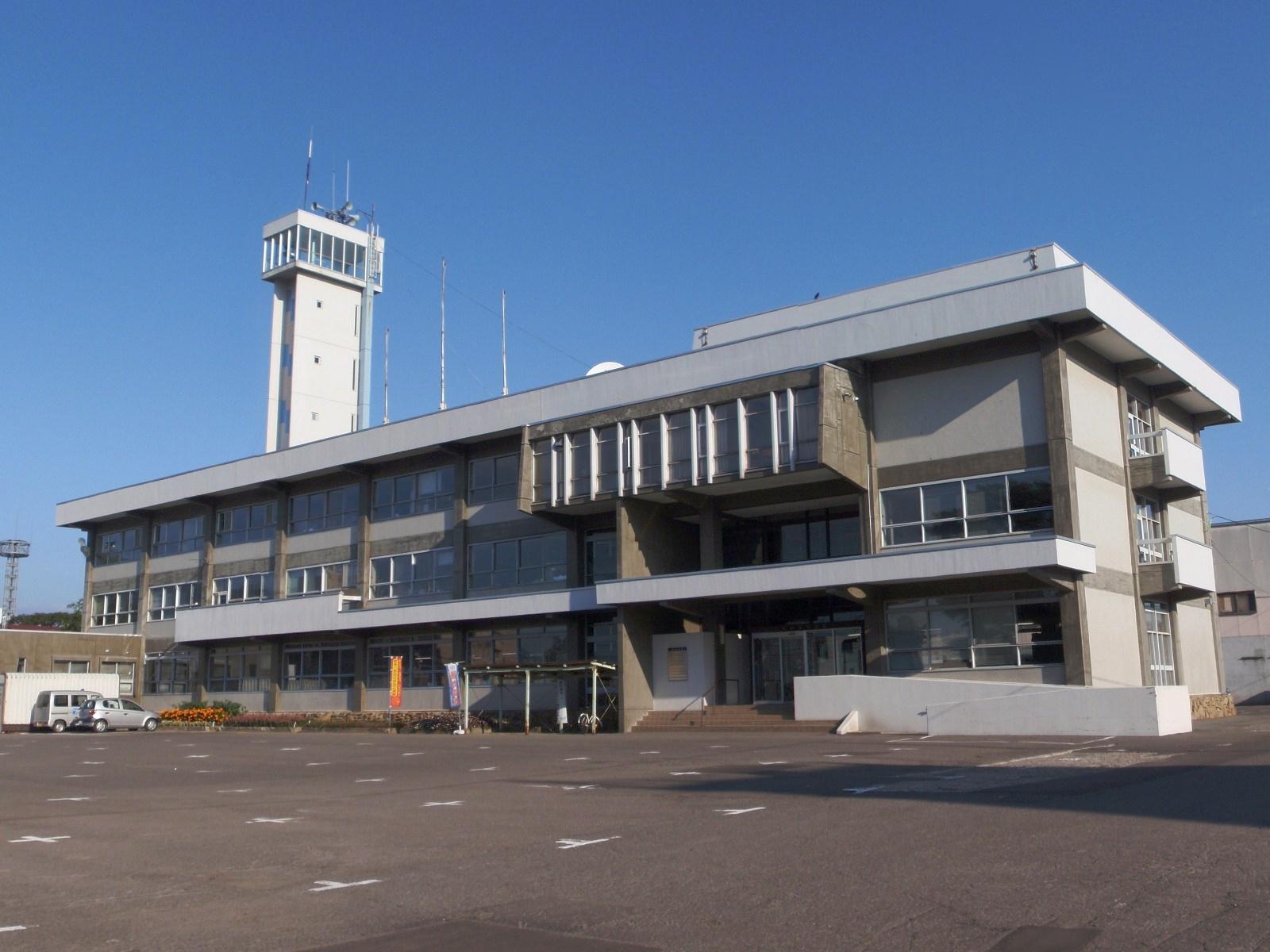
Rathaus

Die ursprünglichen wirtschaftlichen Standbeine sind die Landwirtschaft und die Forstwirtschaft. Dies bewog Unternehmen der Lebensmittelindustrie und der Holzverarbeitung dazu, sich in Kutchan niederzulassen. Ein bedeutendes Unternehmen mit Sitz in der Stadt ist Dōeishigyō, das Toiletten- und Tissuepapier herstellt. Bekanntheit erlangte Kutchan als Zentrum eines Anbaugebiets für Kartoffeln. Hier werden unter anderem gosetsu-udon hergestellt, Udon-Nudeln aus Kartoffelmehl.
Neben diesen Industriezweigen spielt der Tourismus eine bedeutende Rolle. Das Wintersportgebiet Niseko Grand Hirafu an der Ostflanke des Bergs Niseko Annupuri ist eines der bedeutendsten auf Hokkaidō. Es ist mit weiteren Arealen auf dem Gebiet der Nachbargemeinde Niseko verbunden. Kutchan und Niseko sind aufgrund der hohen Qualität des Pulverschnees weltweit bekannt und sind Ziel zahlreicher Touristen aus anderen asiatischen Ländern sowie aus Australien. Im Sommer stehen ein Golfplatz und Wanderwege zur Verfügung; außerdem kann auf dem Shiribetsu Rafting betrieben werden.

## Verkehr
Der westlich des Stadtzentrums gelegene Bahnhof Kutchan der Bahngesellschaft JR Hokkaido liegt an der Hakodate-Hauptlinie von Hakodate nach Sapporo, der wichtigsten Bahnlinie Hokkaidōs. Die hier abzweigende Iburi-Linie nach Datemombetsu wurde 1986 stillgelegt. Ab 2031 soll Kutchan durch die Hochgeschwindigkeitsstrecke Hokkaidō-Shinkansen erschlossen werden, wodurch direkte Züge bis nach Tokio möglich wären.
Durch Kutchan verläuft die Nationalstraße 5 von Hakodate nach Sapporo. Fernbusse verkehren nach Sapporo und zum Flughafen Neu-Chitose.

## Kultur
In der Stadt stehen zwei Museen: Das Shu Ogawara Museum of Art stellt Werke des in Kutchan geborenen Avantgarde-Malers Shu Ogawara (1911–2002) aus. Das Naturhistorische Museum befasst sich mit der natürlichen Umwelt von Kutchan und des Yōtei-zan sowie mit der Geschichte der Region.

## Partnerstadt
Seit 1964 besteht eine Gemeindepartnerschaft mit St. Moritz in der Schweiz.

## Persönlichkeiten
- Takaharu Nakai (* 1984), Snowboarder
- Kisara Sumiyoshi (* 2000), Freestyle-Skierin
- Kokona Hiraki (* 2008), Skateboarderin